# أولاد عامر تزمرين
 أولاد عامر تزمرين (بالإنجليزية: OULAD AAMER TIZMARINE)‏ هي جماعة قروية تابعة لإقليم الرحامنة ضمن جهة مراكش أسفي بالمغرب. بلغ مجموع عدد سكان  أولاد عامر تزمرين حسب إحصاءات 2004 حوالي 5382 نسمة يعيشون في 856 أسرة.

## إحصاء عام
| السنة | عدد السكان | عدد الأسر | عدد الأجانب |
| ----- | ---------- | --------- | ----------- |
| 1994  | 6787       | 996       | °°°°        |
| 2004  | 5382       | 856       | 0           |